# گمینا دموشن
گمینا دموشن (به لهستانی:  Gmina Dmosin) یک گمینا در لهستان است که در شهرستان بژژینه واقع شده‌است. گمینا دموشن ۱۰۰٫۵۳ کیلومتر مربع مساحت و ۴٬۶۷۱ نفر جمعیت دارد.